# محوطه ماربره
محوطه ماربره مربوط به دوره ساسانیان است و در شهرستان دره‌شهر، بخش مرکزی، دهستان ارمو، ۲ کیلومتری شمال غرب روستای کل سفید واقع شده و این اثر در تاریخ ۲۶ اسفند ۱۳۸۶ با شمارهٔ ثبت ۲۲۱۵۴ به‌عنوان یکی از آثار ملی ایران به ثبت رسیده است.